# 曠野のアリア
曠野のアリア（こうやのありあ）は、1980年9月1日に放送されたTBSのスペシャルドラマ。

## 概要
- 日立グループ一社提供で、1977年の海は甦えるから続く3時間ドラマスペシャル。
- 昭和を代表する歌手東海林太郎を主人公に、その家族や母校の早稲田大学の学生・南満州鉄道の関係者を描く。

## スタッフ
- 脚本：岩間芳樹
- 音楽：林光[1]
- プロデューサー：村木良彦・近藤久也・稲塚秀孝
- 演出：今野勉
- 制作：テレビマンユニオン・TBS

## 出演

### 東海林家
- 東海林太郎：滝田栄
- 東海林久子：藤真利子
- 東海林静：池上季実子
- 東海林三郎：岡本信人
- 東海林次郎：鹿野新太郎
- 東海林四郎：伊藤哲哉
- 東海林和樹：松田洋治
- 子供たち：谷村隆之、松井良樹、犬養拓、稲塚原野
- 東海林大象：芦田伸介
- いち：丹阿弥谷津子

### 秋田の人々
- 庄司庄太郎：田崎潤
- 庄司スチ：関弘子
- 庄司サダ：浅利香津代
- 佐々木喜作（少年時代）：妹尾潤
- かよ（少女時代）：松下実加
- 太郎の同級生：鈴木正幸、佐竹一男、加藤大樹
- 世話人：名川貞郎
- 世話人：北川博子
- 周旋人：東野英心

### 早稲田の人々
- 佐野学：山本圭
- 浅沼稲次郎：橋本功
- 戸叶武：山本亘
- 平野力三：松山政路
- 望月光徳：横光克彦
- 学生たち：岩田博行、小柳昭、直木悠、佐藤淳一、鈴木敏彦、永田博文、館野玲
- 青柳教授：入江正徳
- 白川陸軍次官：山本昌平
- 西本刑事：蟹江敬三
- 取調室の男：高城淳一

### 南満州鉄道関係
- 満鉄課長：中野誠也
- 満鉄部長：滝田裕介
- 満鉄理事：武内亨
- 陳實山：林道紀

### 愛郷塾関係
- 佐々木喜作：古尾谷雅人
- 佐々木かよ：田中裕子
- 橘孝三郎：佐藤慶
- 井上日召：内田朝雄
- 小沼正：福田勝洋
- 井上準之助：増田順司
- 清水警部：山本清
- 刑事：小美野欣二
- 軍人たち：荒瀬寛樹、和甲拓、小野田英一
- 塾の同志たち：石橋俊二、村上博
- 犬養毅：加藤嘉

### レコード会社関係他
- 佐藤惣之助：中尾彬
- 深井史郎：下條アトム
- 辻 吹込所長：桜井センリ
- 吹込係：沼田爆
- 船員：和田周
- 下八川圭祐：小島弘章